# آداما ام‌بنگ
آداما ام‌بنگ (فرانسوی: Adama Mbengue‎؛ زادهٔ ۱ دسامبر ۱۹۹۳) بازیکن فوتبال اهل سنگال است.
وی همچنین در تیم ملی فوتبال سنگال بازی کرده‌است.